# Festuca valesiaca
Festuca valesiaca er en tuedannende græsart med en opret til overhængende vækst. Arten er tørketålende og knyttet til steppeområder, tørre overdrev og skrænter. Den bruges af og til i tørre stenbede.

## Kendetegn
Festuca valesiaca, som på dansk kunne hedde 'valaissvingel', er en flerårig, urteagtig plante med en tuedannende vækstform. Bladene er grundstillede, oprette og hårtynde til børsteagtige. Begge bladsider er grågrønne på grund af en voksbelægning. Blomstringen foregår i juni-juli, hvor man finder blomsterne samlet i småaks, der igen danner en løs top. De enkelte blomster er 3-tallige og reducerede (som sædvanligt hos græsserne) med spidse avner og dækblade. Frugterne er nødder ("korn").
Rodsystemet består af en kort rodstok og talrige, dybtgående trævlerødder.
Tuen når en højde på ca. 25 cm, mens de blomstrende stængler når op i ca. 50 cm højde. Tuens bredde svarer omtrent til dens højde.

## Hjemsted
Festuca valesiaca vokser naturligt i Mellemøsten, Kaukasus, Centralasien, det Indiske subkontinent, Kina og det østlige og sydøstlige Europa. Arten er knyttet til lysåbne voksesteder med en jordbund, der er varm og tør, veldrænet, kalkrig og næringsfattig. Den indgår i mange af de plantesamfund, der er forbundet med steppe og overdrev. I Danmark findes planten kun i dyrket form.
I dalen langs floden Dyje i det sydlige Tjekkiet findes lysåbne, egedominerede skove på kalkbund. Her vokser arten sammen med bl.a. aksrapunsel, akselrøn, almindelig avnbøg, almindelig liguster, almindelig merian, almindelig svalerod, bjergkløver, blodrød storkenæb, cypresvortemælk, dværgkirsebær, engsalvie, farvegåseurt, fladkravet kodriver, grenet edderkopurt, gul løg, gul skabiose, guldhårasters, hvid diktam, hvid staudeklematis, håret alant, håret flitteraks, jordstar, klæbrig salvie, kranslilje, mørk kongelys, nikkende limurt, pibekvalkved, pilebladet tusindstråle, rank potentil, rød dværgmispel, skovfyr, skærmokseøje, smalbladet klokke, sommeranemone, Stipa joannis (en art af fjergræs), stor knopurt, sværdalant, tidlig timian, vårfladbælg, weichsel, ædel røllike og ædelkortlæbe

## Sort
I handlen findes en sort af Svingel, der handles under navnet "Festuca valesiaca glaucantha". Den har ikke noget at gøre med denne art, og må ikke forveksles med den.